# Alan Peacock
Alan Peacock (ur. 29 października 1937 w Middlesbrough, zm. 29 czerwca 2025) – angielski piłkarz grający podczas kariery na pozycji pomocnika.

## Kariera klubowa
Alan Peacock piłkarską karierę rozpoczął w drugoligowym Middlesbrough w 1952. W trakcie sezonu 1963/64 przeszedł do innego drugoligowca Leeds United. Ze Pawiami awansował do Division One w 1964. Z Leeds dwukrotnie zdobył wicemistrzostwo Anglii w 1965 i 1966 oraz dotarł do finału Pucharu Anglii w 1965. W 1967 przeszedł do drugoligowego Plymouth Argyle, w którym rok później zakończył karierę.
| Sezon   | Klub                 | Kraj   | Rozgrywki    | Mecze | Bramki |
| ------- | -------------------- | ------ | ------------ | ----- | ------ |
| 1955/56 | Middlesbrough F.C.   | Anglia | Division Two | 6     | 2      |
| 1956/57 | Middlesbrough F.C.   | Anglia | Division Two | 4     | 1      |
| 1957/58 | Middlesbrough F.C.   | Anglia | Division Two | 22    | 15     |
| 1958/59 | Middlesbrough F.C.   | Anglia | Division Two | 34    | 19     |
| 1959/60 | Middlesbrough F.C.   | Anglia | Division Two | 35    | 13     |
| 1960/61 | Middlesbrough F.C.   | Anglia | Division Two | 34    | 15     |
| 1961/62 | Middlesbrough F.C.   | Anglia | Division Two | 34    | 24     |
| 1962/63 | Middlesbrough F.C.   | Anglia | Division Two | 40    | 31     |
| 1963/64 | Middlesbrough F.C.   | Anglia | Division Two | 9     | 5      |
| 1963/64 | Leeds United A.F.C.  | Anglia | Division Two | 14    | 8      |
| 1964/65 | Leeds United A.F.C.  | Anglia | Division One | 10    | 6      |
| 1965/66 | Leeds United A.F.C.  | Anglia | Division One | 24    | 11     |
| 1966/67 | Leeds United A.F.C.  | Anglia | Division One | 6     | 2      |
| 1967/68 | Plymouth Argyle F.C. | Anglia | Division Two | 11    | 1      |

## Kariera reprezentacyjna
W reprezentacji Anglii Peacock zadebiutował w 2 czerwca 1962 w wygranym 3-1 meczu z Argentyną podczas mistrzostw świata. Na mundialu w Chile wystąpił jeszcze w meczu z Bułgarią. Ostatni raz w reprezentacji wystąpił 10 listopada 1965 w wygranym 2-1 meczu British Home Championship z Irlandią Północną, w którym w 73 min. ustalił wynik meczu. Ogółem w reprezentacji rozegrał 6 spotkań, w których strzelił 3 bramki.
| Mecze i gole w reprezentacji | Mecze i gole w reprezentacji | Mecze i gole w reprezentacji | Mecze i gole w reprezentacji | Mecze i gole w reprezentacji | Mecze i gole w reprezentacji | Mecze i gole w reprezentacji |
| #                            | Data                         | Miasto                       | Przeciwnik                   | Gol                          | Wynik                        |                              |
| ---------------------------- | ---------------------------- | ---------------------------- | ---------------------------- | ---------------------------- | ---------------------------- | ---------------------------- |
| 1.                           | 02.06.1962                   | Rancagua                     | Argentyna                    |                              | 3:1                          | MŚ 1962                      |
| 2.                           | 07.06.1962                   | Rancagua                     | Bułgaria                     |                              | 0:0                          | MŚ 1962                      |
| 3.                           | 20.10.1962                   | Belfast                      | Irlandia Północna            |                              | 1:1                          | British Home Championship    |
| 4.                           | 21.11.1962                   | Londyn                       | Walia                        | Gol · Gol                    | 1:1                          | British Home Championship    |
| 5.                           | 02.10.1965                   | Cardiff                      | Walia                        |                              | 0:0                          | British Home Championship    |
| 6.                           | 10.11.1965                   | Londyn                       | Irlandia Północna            | Gol                          | 2:1                          | British Home Championship    |